# Gonçalo Uva
Gonçalo Uva (ur. 3 października 1984 w Lizbonie) – portugalski rugbysta grający na pozycji wspieracza, reprezentant kraju, uczestnik Pucharu Świata 2007.
Grać w rugby rozpoczął w wieku ośmiu lat. W 2006 roku związał się z Montpellier Hérault RC i już w pierwszym sezonie w tym klubie został finalistą mistrzostw Francji U-23. Po trzech sezonach gry przedłużył kontrakt o kolejne trzy lata, został jednak wypożyczony na własną prośbę w 2009 roku na jeden sezon do Grupo Desportivo Direito, by mógł jednocześnie ukończyć studia. Po zdobyciu mistrzostwa Portugalii wrócił do klubu z Montpellier, z którym zdobył wicemistrzostwo Francji w sezonie 2010/2011, a także występował w europejskich pucharach. Obowiązujący jeszcze rok kontrakt został zerwany, zawodnik zatem przez jeden sezon ponownie reprezentował barwy Direito, a następnie podpisał dwuletni kontrakt z RC Narbonne. Po jego zakończeniu powrócił do Portugalii mając na względzie nowo założoną rodzinę oraz rozpoczynającą się karierę prawniczą, kontynuował jednocześnie grę dla Direito.
Z kadrą U-19 uczestniczył w mistrzostwach świata w 2003.
W reprezentacji Portugalii występował od roku 2004 i w marcu 2018 roku osiągnął barierę 100 spotkań zdobywając 45 punktów. W 2007 roku został powołany na Puchar Świata, na którym wystąpił we wszystkich czterech meczach swojej drużyny.
Jego kuzynami są bracia Vasco i João Uva oraz Margarida Sousa Uva – żona José Barroso. Od 2013 roku żonaty z prezenterką telewizyjną Caroliną Patrocínio, trzy córki – Diana, Frederica i Carolina.